# Harriet Backer
Harriet Backer (Holmestrand, 21 gennaio 1845 – Oslo, 25 marzo 1932) è stata una pittrice norvegese, considerata, insieme ad Edward Munch una delle figure più importanti della pittura norvegese a cavallo fra il XIX e il XX secolo.

## Biografia
Harriet Backer nacque a Holmestrand da una famiglia benestante, il padre era l'uomo d'affari e armatore Nils Backer (1815-1877), la madre Sofie Smith Petersen (1819-1882) proveniva da una famiglia facoltosa.
Tra le sue tre sorelle vi fu la pianista e compositrice Agathe Backer-Grøndahl, un'altra sorella, Margrethe (1851-1940), fu la madre della pittrice Astri Welhaven Heiberg e della scultrice Sigri Welhaven.
Nel 1856 la famiglia si trasferì a Cristiania (Oslo)., dal 1860 frequentò per due anni la scuola di pittura di Johan Fredrik Eckersberg, nel 1863 frequentò la scuola femminile Hartvig Nissen, la sua formazione artistica proseguì dal 1867 al 1869 presso la scuola di Christen Brun e dal 1871 al 1874 fu allieva di Knud Bergslien. Tra il 1866 e il 1871 viaggiò spesso accompagnando la sorella in Germania e in Italia.
Nell'autunno del 1874 si trasferì a Monaco di Baviera, l'accademia delle belle arti all'epoca ospitava numerosi studenti norvegesi, in quanto donna Harriet non poteva però frequentare i corsi regolari. Per le donne vi era la possibilità di frequentare lezioni private presso i docenti dell'accademia, Harriet fu allieva del pittore tedesco Lambert Linder e dal 1875 di Eilif Peterssen.
Nel 1878 si recò a Parigi per l'esposizione universale, fu allieva di Léon Bonnat e Jean-Léon Gérôme e per un breve periodo di Jules Bastien-Lepage. Nel 1881, insieme a Kitty Kielland, che aveva conosciuto a Monaco e con la quale viveva a Parigi, si recò in Bretagna a Rochefort-en-Terre dove trascorse un'estate a dipingere insieme al pittore en plein air Léon Germain Pelouse. 
Nel 1888 tornò in Norvegia stabilendosi a Sandvika, vinse una medaglia d'argento all'esposizione universale di Parigi del 1889.
Dal 1892 al 1910 diresse una scuola di pittura, tra i suoi allievi vi furono Halfdan Egedius, Harald Sohlberg, Ludvig Karsten, Alf Lundeby, Kristen Holbø, Søren Onsager, Henrik Lund, Rudolph Thygesen, Nicolai Astrup e numerose artiste donne Ingeborg Jensen, Helga Ring Reusch, Charlotte e Frida Wankel, Ragnhild Kaarbø, Lul Krag, Astri Welhaven, Sara Fabritius (Cora Sandel) e tra le ultime allieve Else Christie Kielland.
All'inizio della sua carriera mostrò una predilezione per i ritratti, tra i più celebri un ritratto del 1874 della sorella Agathe in cui spicca l'uso di un ben definito chiaroscuro. Del 1878 è la sua opera Solitude, terminata nel 1880 con l'aggiunta, sotto la guida di Bonnat, della figura e accettata al Salon a Parigi e premiato con una "Menzione d'onore". Il quadro mostra le caratteristiche realiste della scuola di Monaco, opere successive evidenziano un'influenza impressionista derivante dal suo soggiorno in Francia. 
La rappresentazione degli interni, caratterizzata da toni scuri e colori caldi ma anche dall'interazione fra la luce solare e gli spazi chiusi e dal mutamento delle luci e dei colori nei diversi momenti del giorno e dell'anno è fra i suoi temi preferiti. Attenta e sensibile osservatrice, nei suoi interni sono rappresentate scene di vita quotidiana, di frequente sono donne intente ad attività casalinghe nella rappresentazione delle quali appare evidente l'assenza di qualsiasi scopo moralistico, l'art pour l'art, il loro scopo era quello di essere apprezzati come studi di luce e colore. Altri temi sono i paesaggi, le scene di vita contadina e i riti all'interno delle chiese medievali e di legno norvegesi in cui appare evidente la sua abilità come colorista. In età avanzata Harriet ritornò a realizzare ritratti e nature morte con uno stile più libero e semplice
Harriet era lenta e meticolosa nella realizzazione delle sue opere e un'insegnante molto dedita ai suoi allievi, la sua produzione fu quindi piuttosto limitata, sono noti circa 180 quadri.
Harriet Backer si spense a Oslo all'età di 87 anni, è sepolta al Vår Frelsers gravlund. Nel 1982 a Holmestrand venne eretta una statua in bronzo di Harriet Backer e della sorella Agathe opera della scultrice Ada Madssen.
Le opere di Harriet si trovano in diversi musei e collezioni in Norvegia, il Museo nazionale di arte, architettura e disegno a Oslo ne ospita 28, la raccolta Rasmus Meyers al museo d'arte di Bergen ne ospita 11 e 6 sono al Museo di Bergen.

## Galleria d'immagini

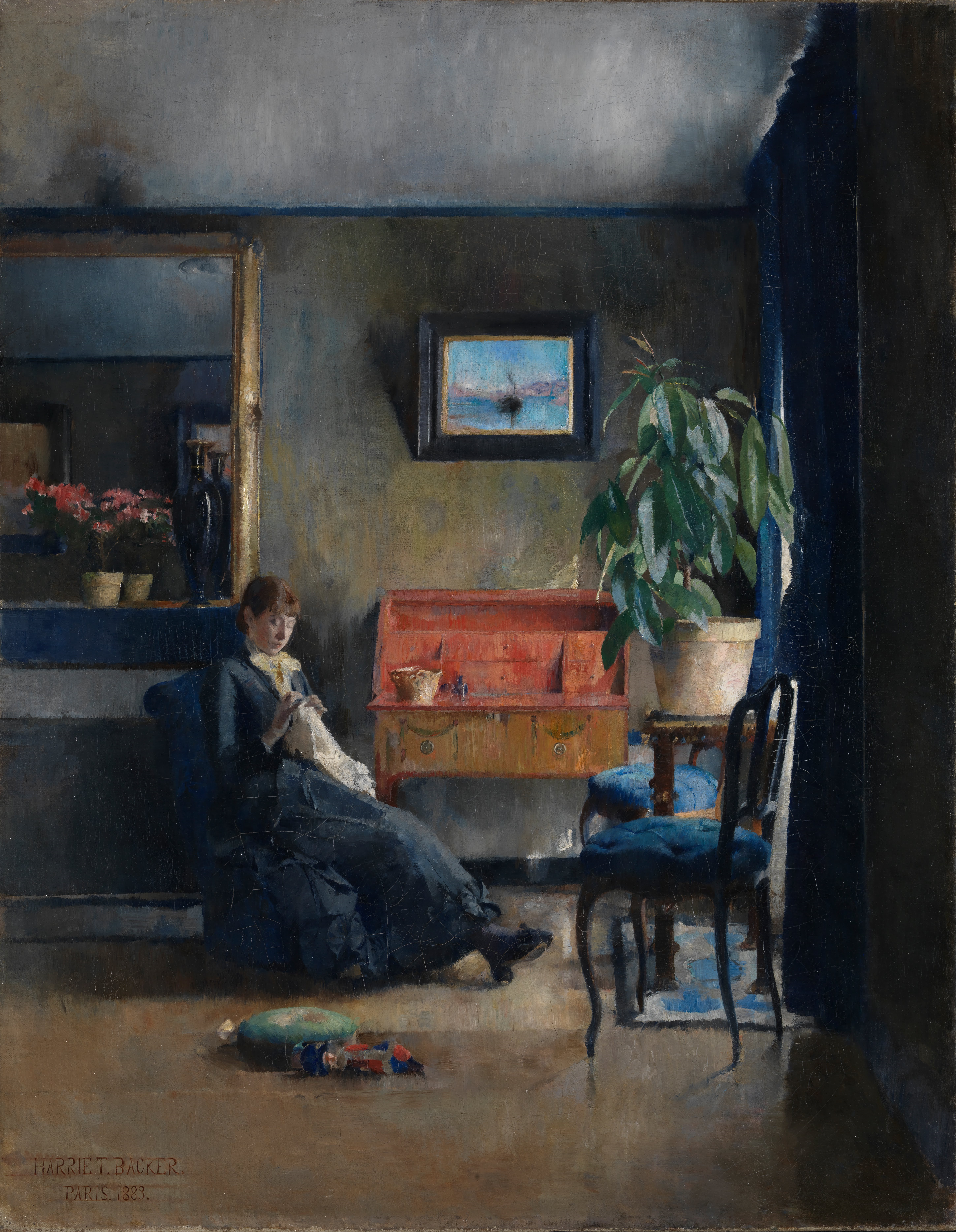
Blått interiør (interni blu); 1883; olio su tela; galleria nazionale, Oslo
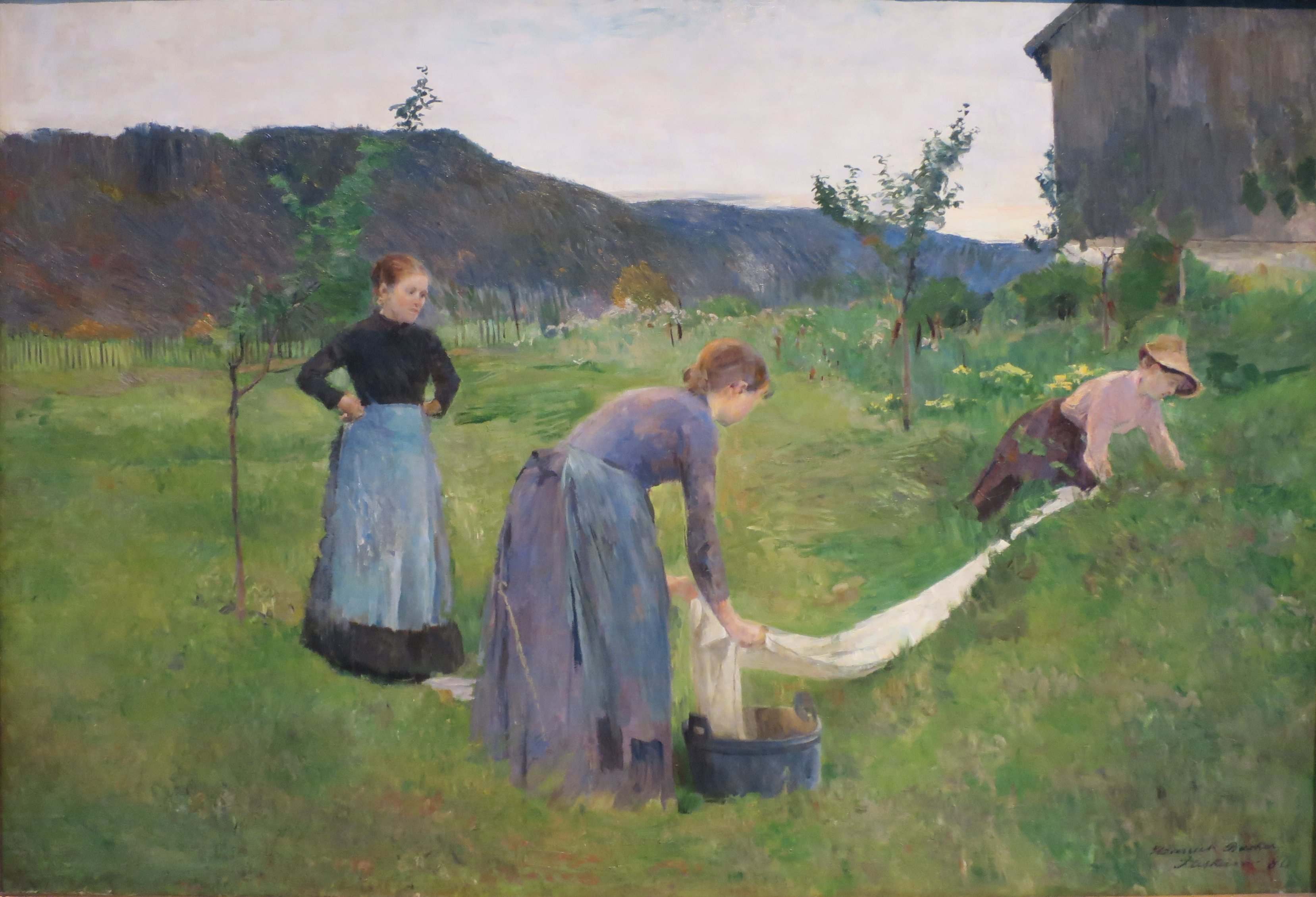
På Bleikevollen (1886–87)
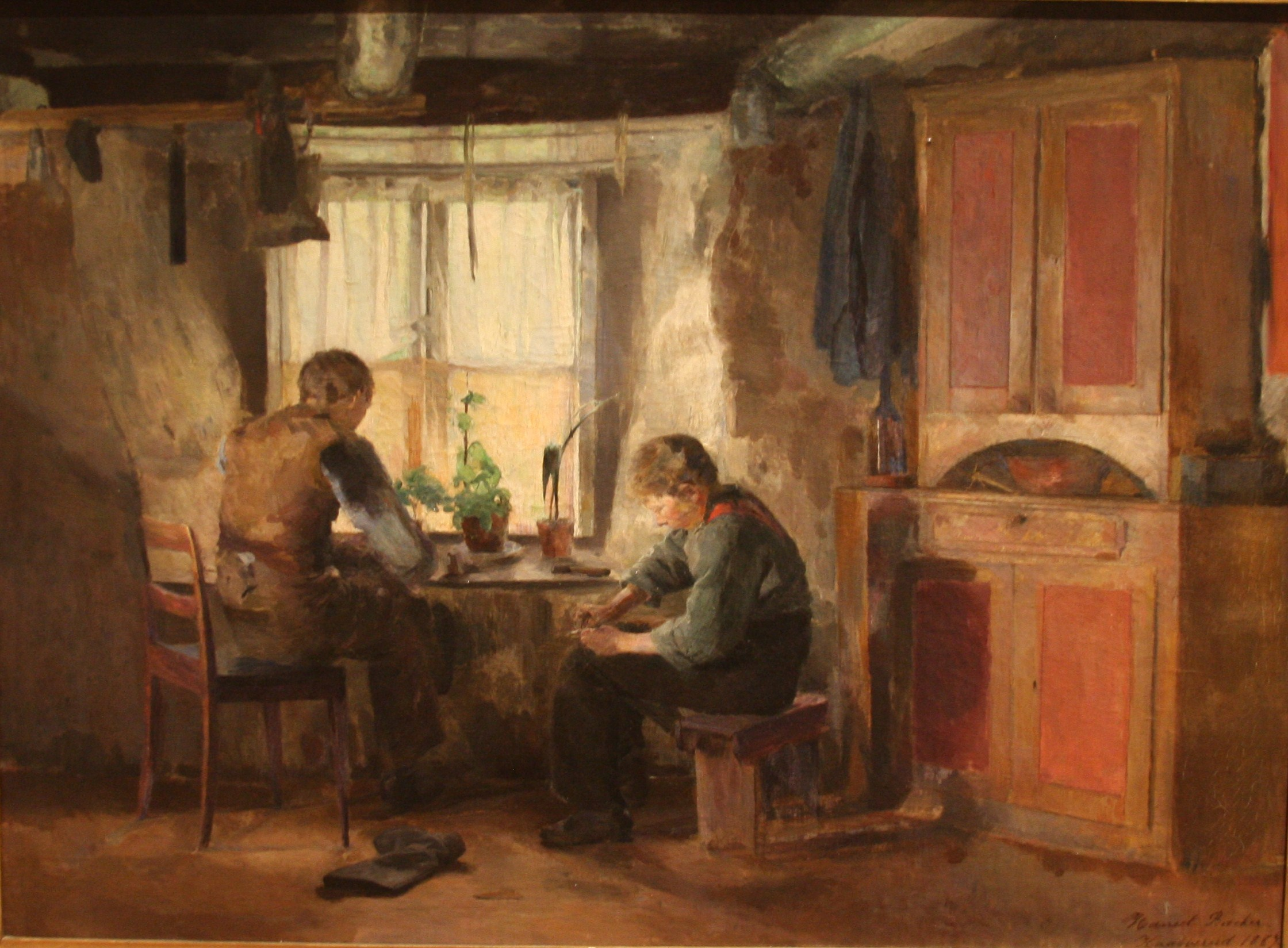
Bygdeskomakere (1887)
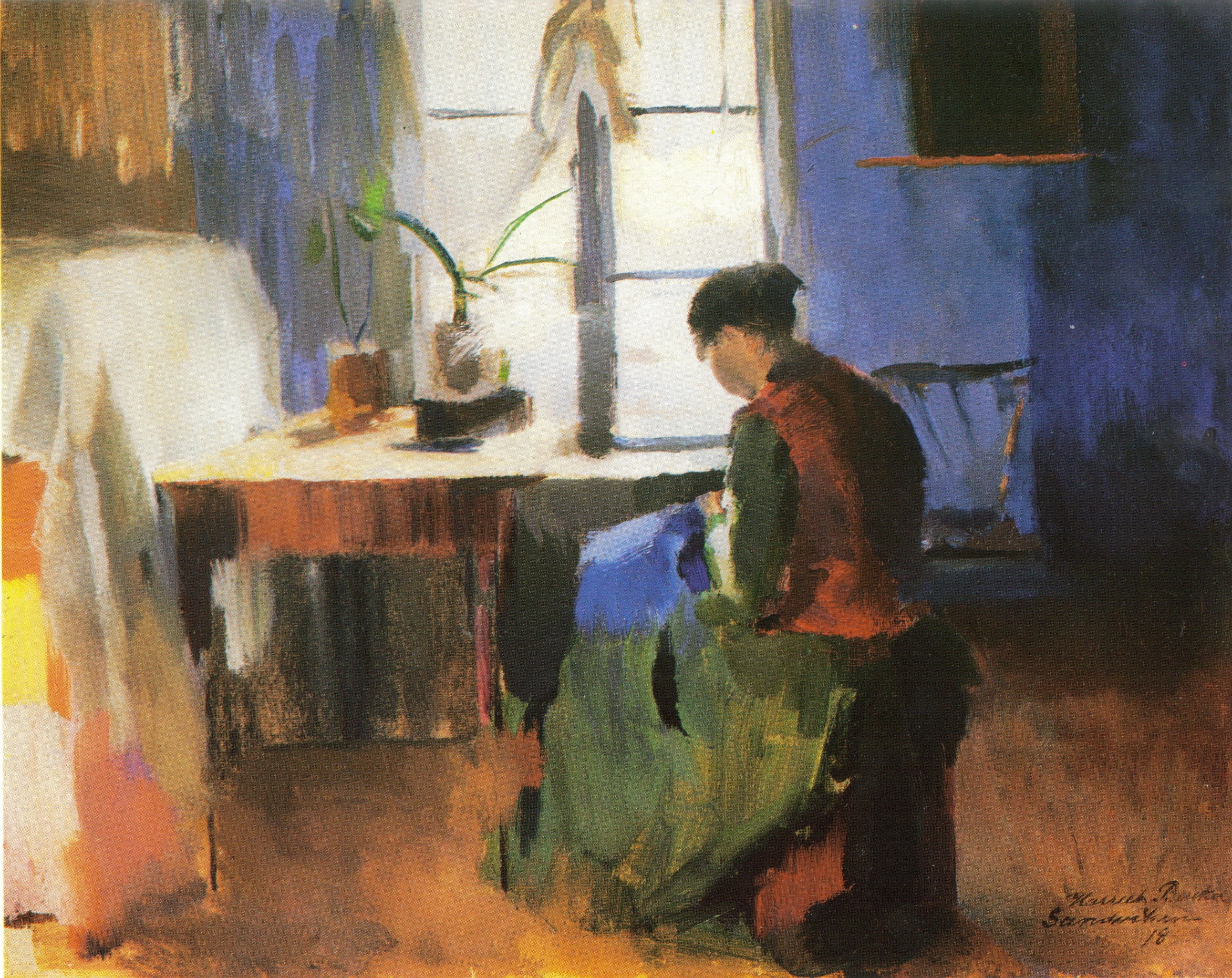
Kone som syr (1890)
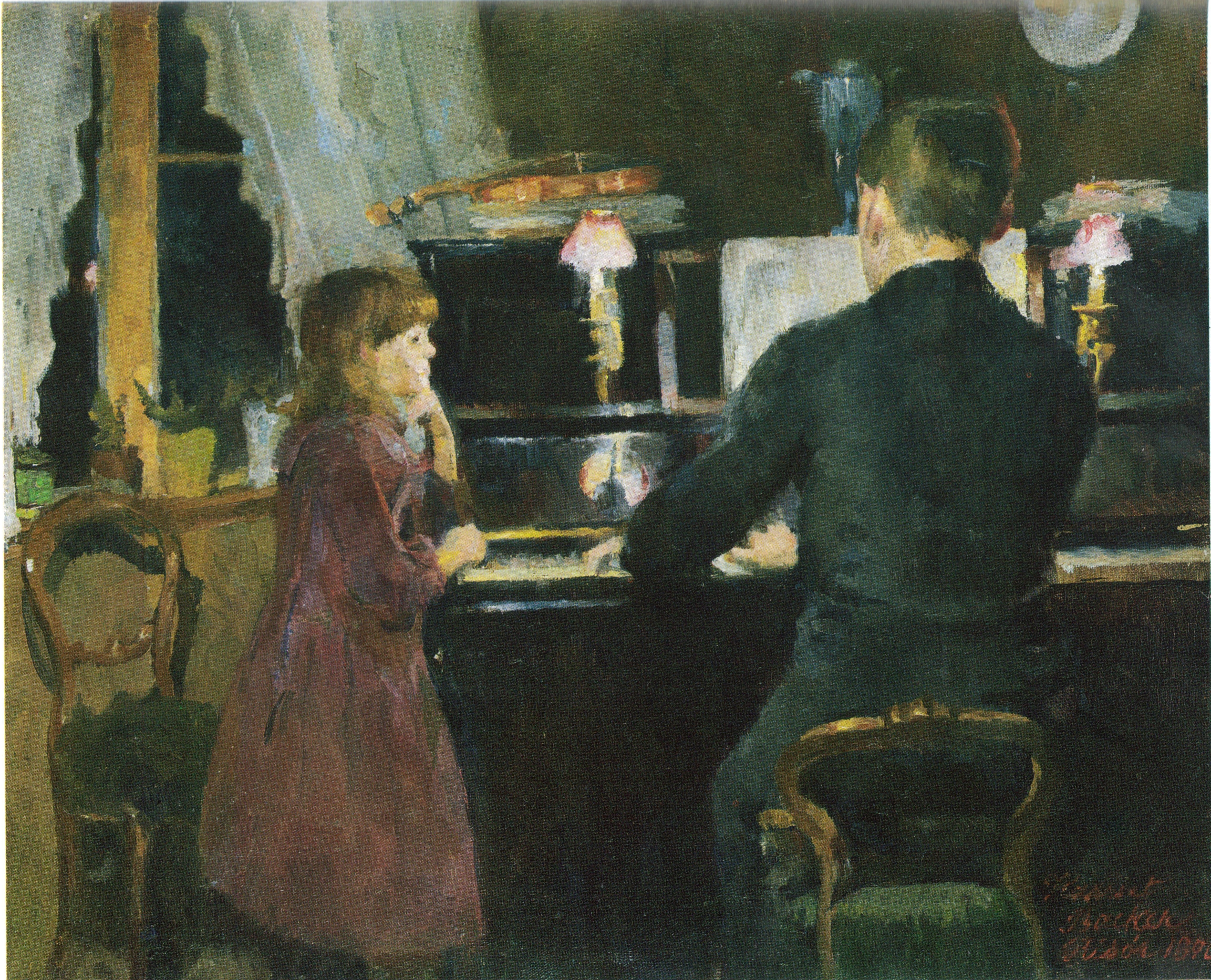
Storebror spiller (1890)
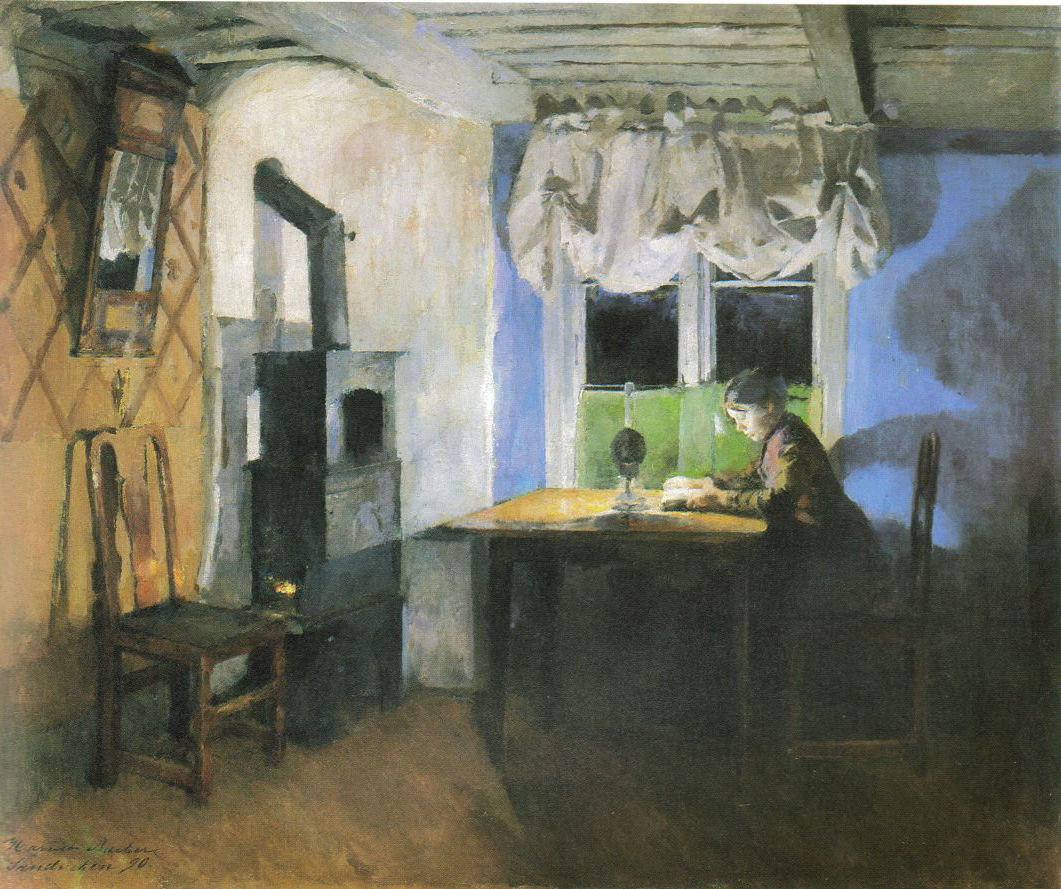
Ved lampelys (1890)
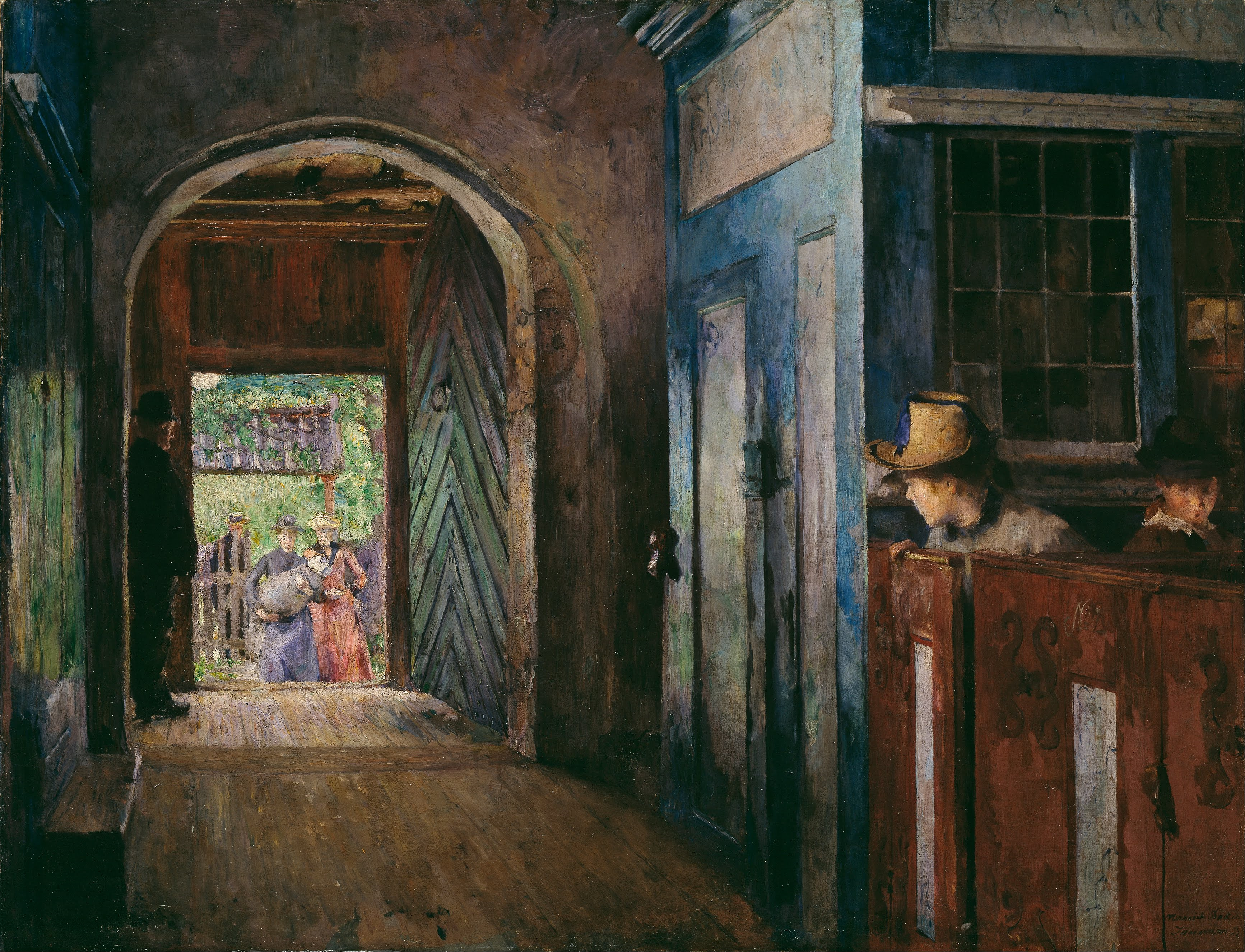
Barnedåp i Tanum kirke (1892)
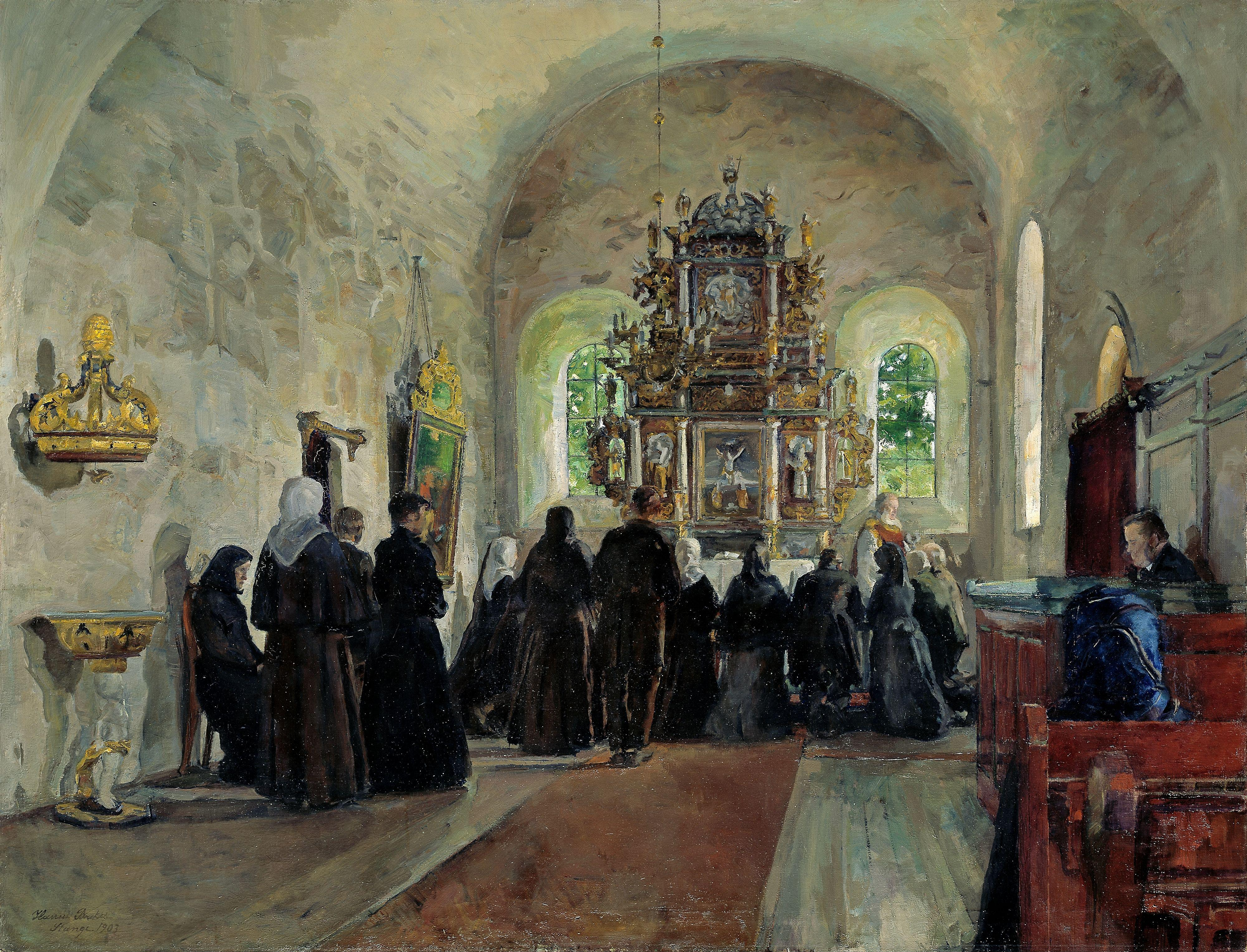
Altergang i Stange kirke (1903)
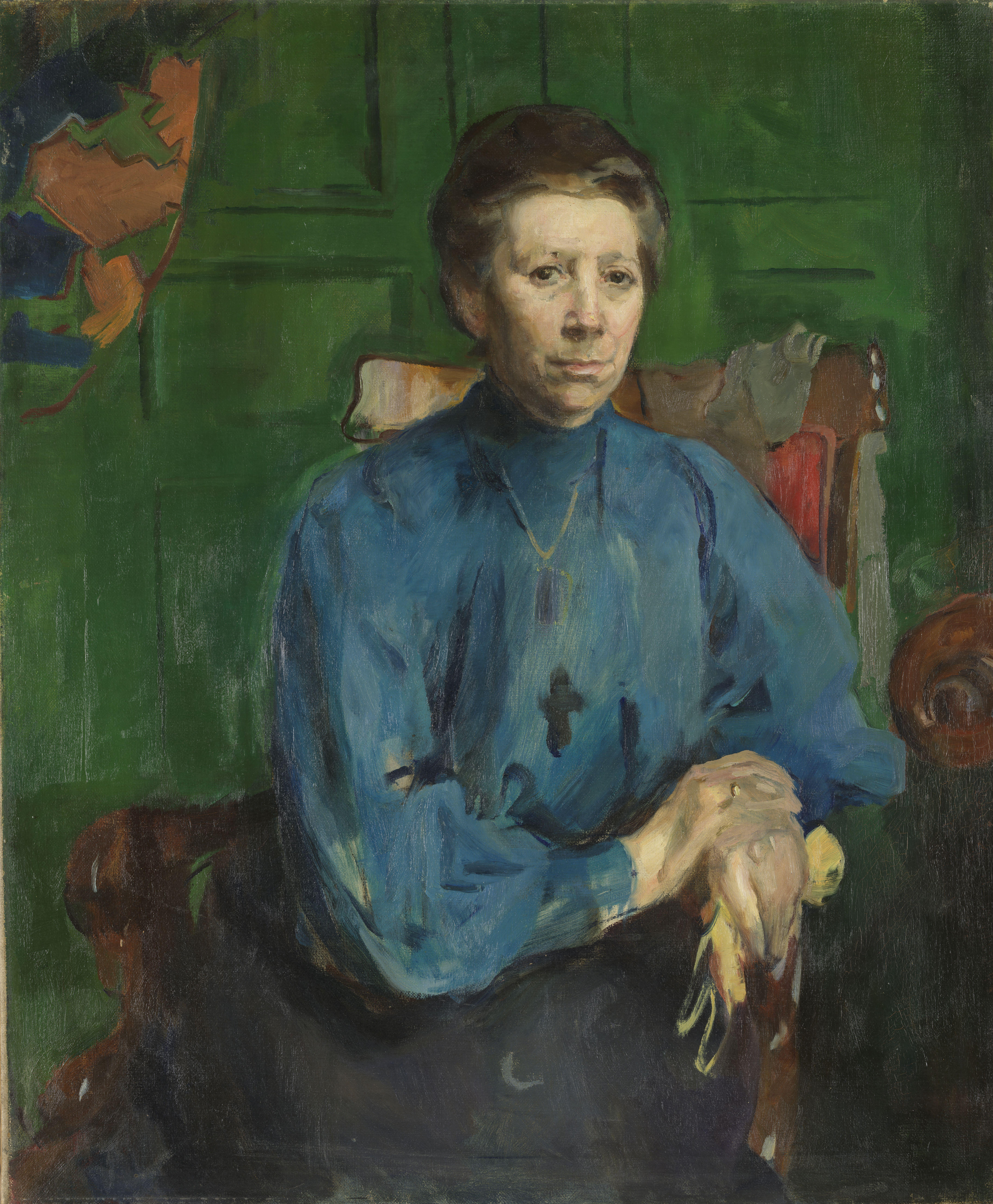
Vedastine Aubert (1910)